# Censusrösträtt
Censusrösträtt är en form av begränsad rösträtt där vissa censuskrav ställs för att få delta i allmänna val. Detta i motsats till allmän rösträtt där alla vuxna medborgare inkluderas oavsett andra kriterier. Ett politiskt system med censusrösträtt kan även innebära graderad rösträtt där de som faktiskt har rösträtt ändå inte har samma röstvikt, i motsats till ett system med lika rösträtt. Faktorer såsom inkomst, egendom, social status och indelning i religions- eller raskategorier kunde historiskt avgöra både huruvida man överhuvudtaget hade rösträtt samt påverka hur mycket ens röst vägde i förhållande till andra, till skillnad från ett system med allmän och lika rösträtt.
Idag har alla länder legala begränsningar för rösträtt vid allmänna val baserat på ålder och medborgarskap. Vissa länder tillämpar därutöver ytterligare begränsningar för brottslingar och sinnessjuka.  De historiskt förekommande sociala och ekonomiska censuskriterierna har däremot avskaffats på de flesta håll i världen i samband med fortskriden politisk demokratisering.

## Historia

### Antiken
Under antiken var rösträtten till de folkvalda församlingarna i de statsbildningar som hade sådana i allmänhet begränsad genom olika former av censusrösträtt, som oftast även gjorde de röstberättigade ojämlika. Rösträtt till Comitia Centuriata, en av Romerska republikens tre centrala församlingar, gavs till alla romerska medborgare men de röstberättigade delades sedan in i 197 kategorier (latin: Centuria) efter hur mycket egendom man ägde. Varje kategori hade varsin röst i församlingens omröstningar och de rikare lagren av republikens befolkning utgjorde en oproportionerligt stor andel av dessa kategorier, och kunde därmed få majoritet i alla beslut trots att de var färre till antalet än de fattiga massorna sett till totalbefolkningen.

### 1800-talet
Efterdyningarna av franska revolutionen och de samhällsideal som florerade under 1700-talets andra hälft ledde till allt större krav på att folket skulle få ökad tillgång till den politiska sfären. Den gamla samhällsordningen hade i de flesta europeiska länder skakats om ordentligt under franska revolutionskrigen och Napoleonkrigen och trots de gamla kungadynastiernas försök att under den europeiska konserten återgå till att regera som förut uppstod allt mer och högljuddare krav på folkrepresentation.
När kritiken mot de aristokratiska statsskicken och kvarlevorna från feodalismen blev för påfrestande för flera europeiska länder under 1800-talet valde de flesta att ge vissa eftergifter, revolutionsåret 1848 hade blivit ett exempel på vad som kunde ske om den folkliga frustrationen växte sig för stor. Reformerna var början på parlamentarismens spridning men de folkvalda parlamenten kunde endast accepteras av de styrande samhällsskikten om rösträtten begränsades, i regel efter inkomst eller samhällsklass. Kvinnor uteslöts däremot i regel från röstlängderna oavsett vilka censusregler som gällde.

## Exempel på censusrösträtt i modern tid

### Sverige
Den gamla feodala ståndsriksdagen avskaffades 1866 och efterträddes av tvåkammarriksdagen där Första kammaren indirekt valdes enligt högre census (högre inkomst- och egendomskrav) och dessutom gav rösträtt till bolag och rika kvinnor, medan den direktvalda Andra kammaren hade lägre invalskrav. Den så kallade "fyrtiogradiga skalan" infördes 1907 och togs i kraft 1910, vilken gynnade förmögna invånare då dessas röster kunde motsvara upp till 40 "normalröster" beroende på inkomst. Censusrösträtten avskaffades i Sverige år 1921.

### Belgien
I Belgien föreskrevs från 1830 att man måste betala minst 20 franc för att få rösträtt i allmänna val. Detta avskaffades först efter en långvarig nationell debatt som resulterade i reformkrav och strejkhot från arbetarrörelsen vilket resulterade i införande av lika rösträtt 1893 för alla män över 25 års ålder.

### Preussen
I Preussen infördes efter revolutionen 1848 ett "treklassystem" till underhuset i Preussens lantdag, Deputeradekammaren. Enligt detta system delades de röstberättigade in i tre klasser efter hur mycket skatt de betalade där varje klass hade lika många ledamöter. Landets totala skatteinkomster delades upp i tre tredjedelar där en mycket liten grupp medborgare stod för merparten, men trots det fick lika stor representation som den stora massan som betalade minst. De fattigaste sorterades bort helt då rösträtt fråntogs de som fick fattigstöd.
Då skatteuppbörden varierade stort mellan Preussens olika regioner kunde kriterierna för att indelas i de tre olika klasserna skilja sig markant. Rikskansler Bernhard von Bülow lär exempelvis ha sorterat i den tredje klassen vid valet 1903. Först i början av 1900-talet föreslogs mindre reformer av censusrösträtten efter kritik från liberaler och socialister, men först med Tyska kejsardömets fall 1918 infördes allmän och lika rösträtt.

### Storbritannien och Irland
Redan 1432 lät Henrik VI av England bestämma att alla män som ägde egendom värt över 40 shilling hade rösträtt i sitt grevskap. De som ägde egendom i olika grevskap kunde därmed få rösta flera gånger. Lokalt infördes dock diverse extra kriterier för att invånarna skulle få rösträtt som kunde variera från område till område, t.ex. fick inte livegna rösta i vissa områden och i andra kunde endast de som betalade lokal skatt få rösta. I Kungariket Irland tilläts inte katoliker att rösta i val till Irlands parlament förrän år 1793 då samma censusregler infördes där som i England.
Först med Reform Act 1832 utökades rösträtten i England och Wales för män som arrenderade jord till ett värde av minst 10 pund. Samma år infördes liknande reformer för Skottland och Irland. Ytterligare rösträttslagar ökade andelen röstberättigade stegvis under 1800-talet och lika rösträtt för alla män över 21 års ålder infördes år 1918.

### Osmanska riket
Tanzimatreformerna på 1800-talet ledde till att ett nationellt parlament för första gången inrättades i Osmanska riket år 1876. Underhuset, Deputeradekammaren, valdes indirekt av folkvalda församlingar på provinsnivå. Rösträtt till dessa församlingar gavs enligt provisoriska vallagar till alla män över 30 år som talade turkiska flytande och inte hade fått sina medborgerliga rättigheter indragna.
Två val hölls år 1877 enligt de provisoriska vallagarna men 1876 års författning, som aldrig trädde i kraft, skulle ha infört censuskriterier för rösträtt baserat på egendom.

### Brasilien
Kejsardömet Brasiliens författning från 1824 införde ett indirekt folkvalt underhus i parlamentet, Deputeradekammaren. Alla ogifta män över 25 år och alla gifta män över 21 år, med katolicism som trosuppfattning, som inte var födda som slavar och som hade en årsinkomst på över 100 milréis hade rätt att rösta på elektorer. Elektorerna, som endast fick vara förmögna män, hade i sin tur rätt att välja ledamöter till underhuset.
1881 genomfördes en rösträttsreform där Deputeradekammaren blev direktvald och elektorssystemet avskaffades, rösträttsåldern för alla män sänktes till 21 år, inkomstkriterierna avskaffades, religionskriteriet avskaffades och förbudet för före detta slavar att rösta avskaffades. De konservativa reagerade mycket fientligt på reformen och för att tillfredsställa dem infördes istället ett läskunnighetskrav; då 80-85% av befolkningen var analfabeter förblev rösträtten mycket begränsad.

### Japan
Kejsardömet Japan införde under Meijirestaurationen ett folkvalt underhus i parlamentet enligt preussisk modell i 1889 års författning. Endast japanska män över 25 år som hade bott i sin prefektur i över ett år och som hade betalat minst 15 yen i skatt fick rösta. Vid det första parlamentsvalet år 1890 hade endast 1,13% av befolkningen rösträtt. 1925 infördes lika rösträtt för alla män över 25 års ålder.